# Орден «За заслуги перед Марий Эл»
Орден «За заслуги перед Марий Эл» — государственная награда Республики Марий Эл.
Орден учреждён в редакции Закона Республики Марий Эл от 30 декабря 2006 года № 84—3.

## Статутордена
Орденом награждаются лица за выдающиеся заслуги в развитии государственности Республики Марий Эл, обеспечении прав и свобод человека и гражданина, развитии экономики и промышленности, науки, образования, здравоохранения, культуры, искусства и спорта, в иной сфере трудовой деятельности, за проявленные героизм, отвагу и мужество при спасении людей, особо ценного имущества, при обеспечении безопасности и охране общественного порядка.

## Степени ордена
Орден имеет две степени: Орден «За заслуги перед Марий Эл» 1-й степени, Орден «За заслуги перед Марий Эл» 2-й степени.
Орден «За заслуги перед Марий Эл» 1-й степени является высшей государственной наградой Республики Марий Эл.
Орден «За заслуги перед Марий Эл» 1-й степени с орденской цепью является символом власти Главы Республики и возлагается на Главу Республики Марий Эл как на высшее должностное лицо Республики Марий Эл.

## Награждение
Награждение орденом производится последовательно: лица, представляемые к награждению орденом 1-й степени, должны быть награждены орденом 2-й степени; лица, представляемые к награждению орденом 2-й степени, должны быть награждены медалью ордена «За заслуги перед Марий Эл».
Медалью ордена награждаются лица за высокие достижения в труде в области государственного, экономического, социального и культурного развития Республики Марий Эл, в развитии научного потенциала республики, за активную общественную и благотворительную деятельности.

## Вручение
Вручается Главой Республики Марий Эл. Лицам, награждённым орденом «За заслуги перед Марий Эл» и медалью ордена, выдаётся удостоверение утверждённого Главой Республики Марий Эл образца.
По состоянию на 1 июля 2008 года орденом «За заслуги перед Марий Эл» 2-й степени награждены 17 человек, медалью ордена — 44 человека.